# Sant Gregori Papa
|  | Aquest article tracta sobre el quadre de Berruguete. Si cerqueu la biografia del Papa Gregori, vegeu «Gregori el Gran». |

Sant Gregori Papa és un quadre pintat per Pedro Berruguete cap a 1495. La pintura va ser donada per Joan Prats i Tomàs el 1973 al Museu Nacional d'Art de Catalunya que l'alberga fins a la data.

## Composició
En aquest retrat idealitzat el Pontífex està assegut, en suau diagonal a la dreta, la destra en actitud de beneir i l'esquerra descansant sobre un llibre obert i gruixut sobre la falda. Vesteix casulla de brocat d'or i negre sobre túnica verda, amb una àmplia franja vertical que forma una creu sobre el pit, al centre de la qual hi ha un fermall amb pedres precioses i perles. Porta tiara i guants pontificals adornats amb fermalls similars al pectoral i tres anells. A la cartel·la de la part inferior hi ha la inscripció, en lletra gòtica cursiva, SANTO GREGORIO PAPA DOCTOR. L'aurèola resta marcada al fons daurat, picat, gofrat i amb decoració vegetal.

## Anàlisi
La taula es relaciona amb tres més que representen Sant Pere, Sant Jeroni i el rei David, en col·leccions particulars, i que juntament amb aquesta degueren pertànyer a la predel·la o bancal d'un retaule. Es tracta d'una obra de la darrera etapa de l'artista, en la qual el sentiment humanista conviu amb el llenguatge arcaic del fons daurat. I, amb tot, aquest Sant Gregori es relaciona amb la sèrie d'homes il·lustres sortits del pinzell del pintor de Castella, l'introductor i una de les «àguiles» del Renaixement peninsular.